# Росіу (станція метро)
38°42′50″ пн. ш. 9°8′19″ зх. д. / 38.71389° пн. ш. 9.13861° зх. д.
Рос́іу (порт. Rossio) — станція Лісабонського метрополітену. Стала наступною після перших одинадцяти станцій метро у Лісабоні, в Португалії. Знаходиться у центральній частині міста, безпосередньо у його історичному центрі. Розташована на Зеленій лінії (або Каравели), між станціями «Байша-Шіаду» і «Мартін-Моніж». Станція берегового типу, мілкого закладення. Введена в експлуатацію 27 січня 1963 року. Розташована в першій зоні, вартість проїзду в межаї якої становить 0,75 євро.
Назва станції походить від назви однойменної історичної місцевості Лісабона, поблизу якої вона локалізована — Росіу. З моменту свого відкриття і до 1966 року була кінцевою станцією початкової лінії.

## Опис
За архітектурою станція є однією з найгарніших у Лісабонському метро. Архітектор оригінального проекту — Falcão e Cunha, художні роботи виконала — Maria Keil (першопочатковий вигляд станції). У 1998 році станція зазнала реконструкції — в рамках архітектурного проекту Leopoldo Rosa було подовжено платформи станції, які змогли приймати по 6 вагонів у кожному напрямку. Авторами художніх робіт під час реконструкції стали Artur Rosa, Helena Almeida. Станція має один вестибюль підземного типу, що має чотири виходи на поверхню. Як і інші сучасні станції міста, має ліфт для людей з фізичним обмеженням. На станції заставлено тактильне покриття. 

## Режим роботи[5]
Відправлення першого поїзду відбувається з кінцевих станцій лінії:
- ст. «Кайш-ду-Содре» — 06:30
- ст. «Тельєйраш» — 06:30

Відправлення останнього поїзду відбувається з кінцевих станцій лінії:
- ст. «Кайш-ду-Содре» — 01:00
- ст. «Тельєйраш» — 01:00

## Галерея зображень

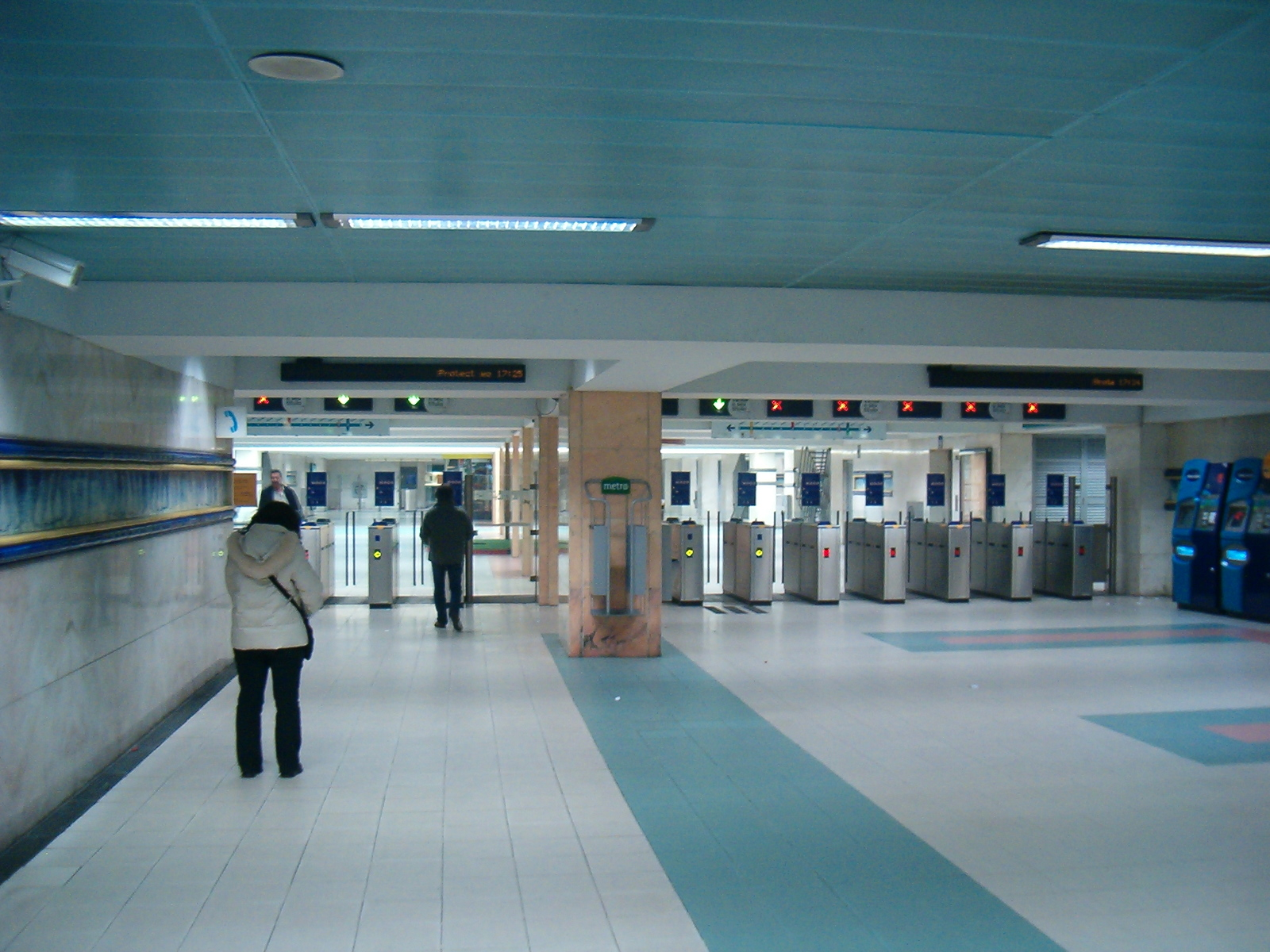
Пропускні турнікети у вестибюлі станції
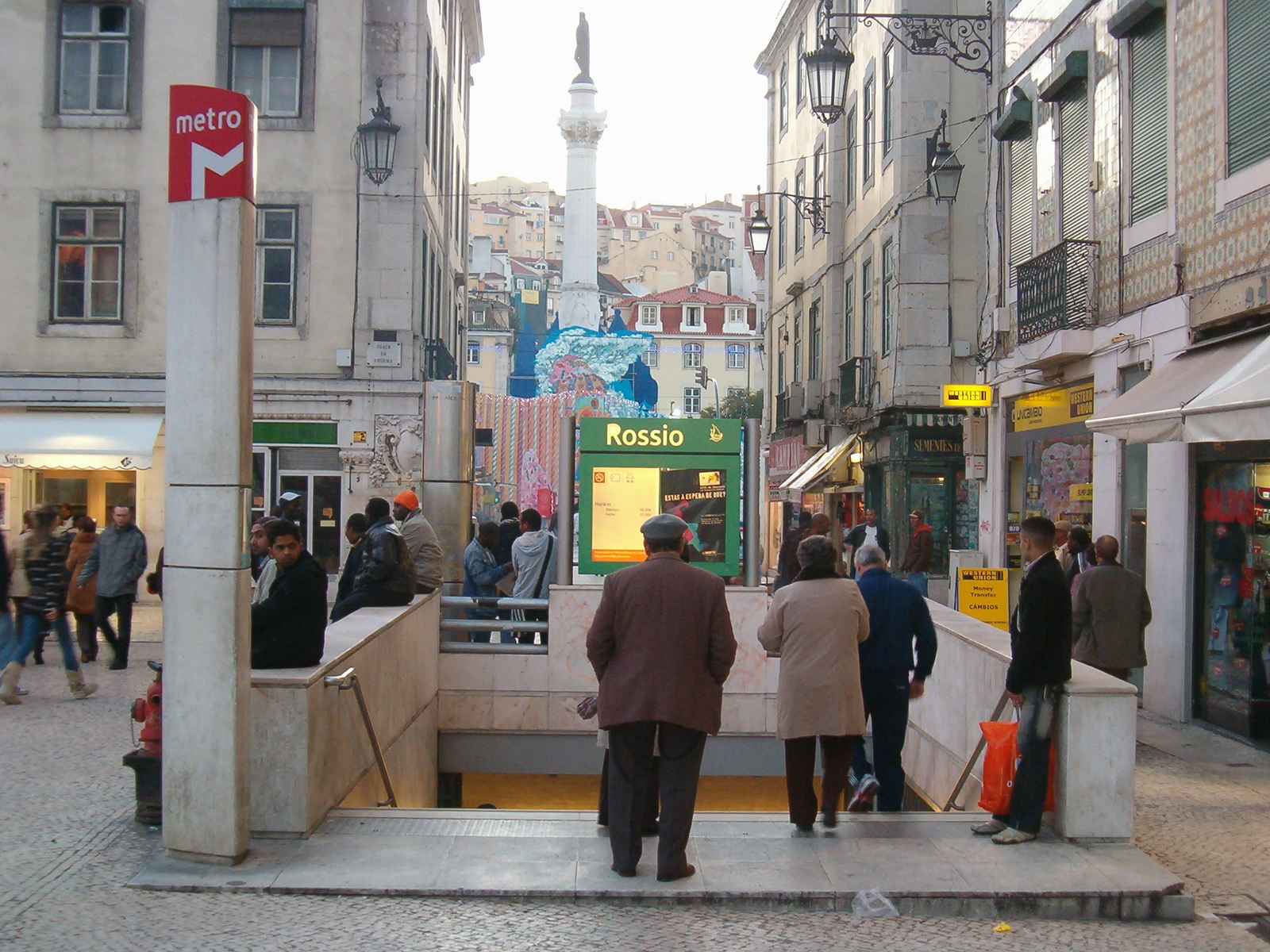
Вхід до станції з вулиці
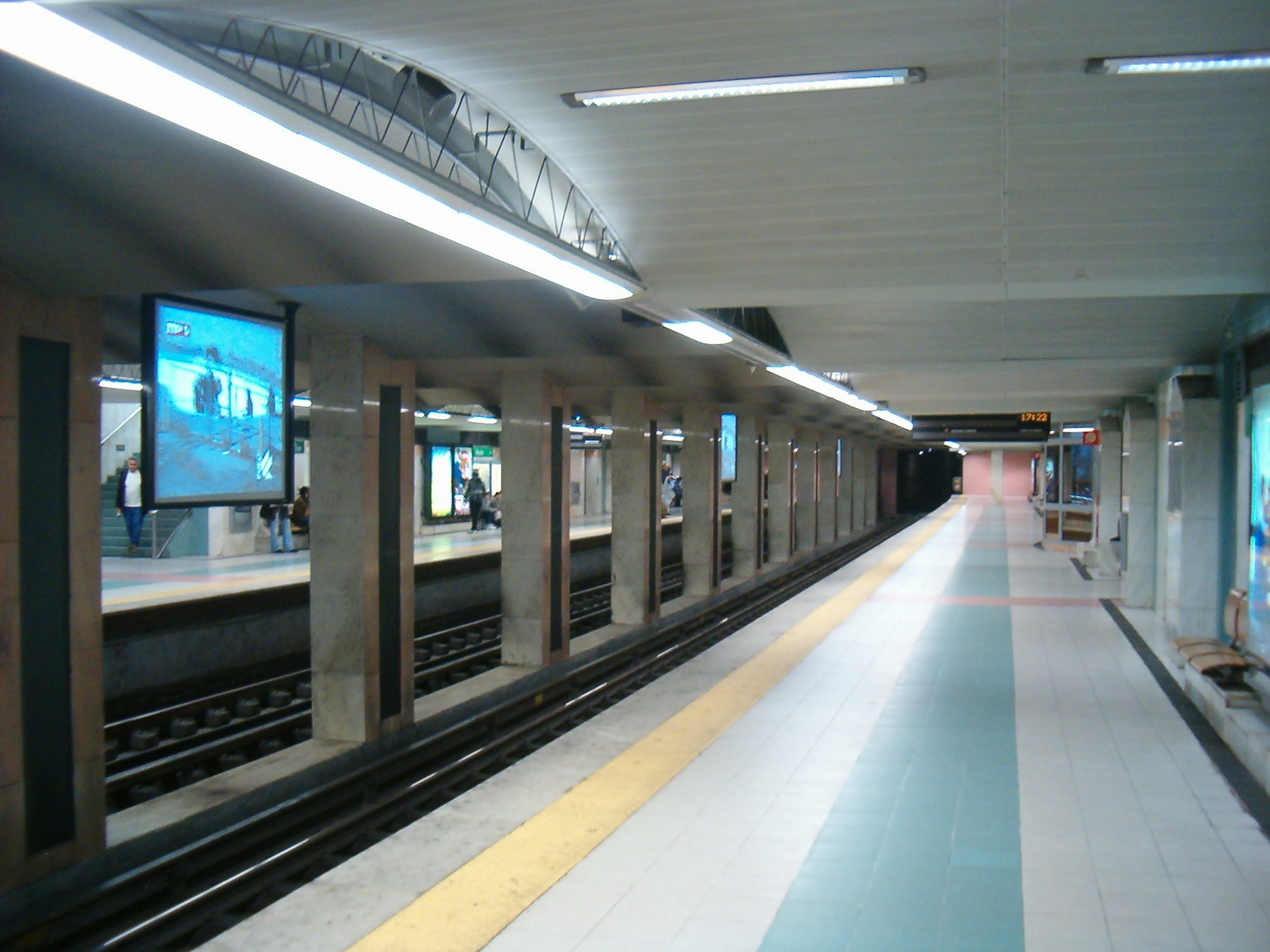
Посадкова платформа станції
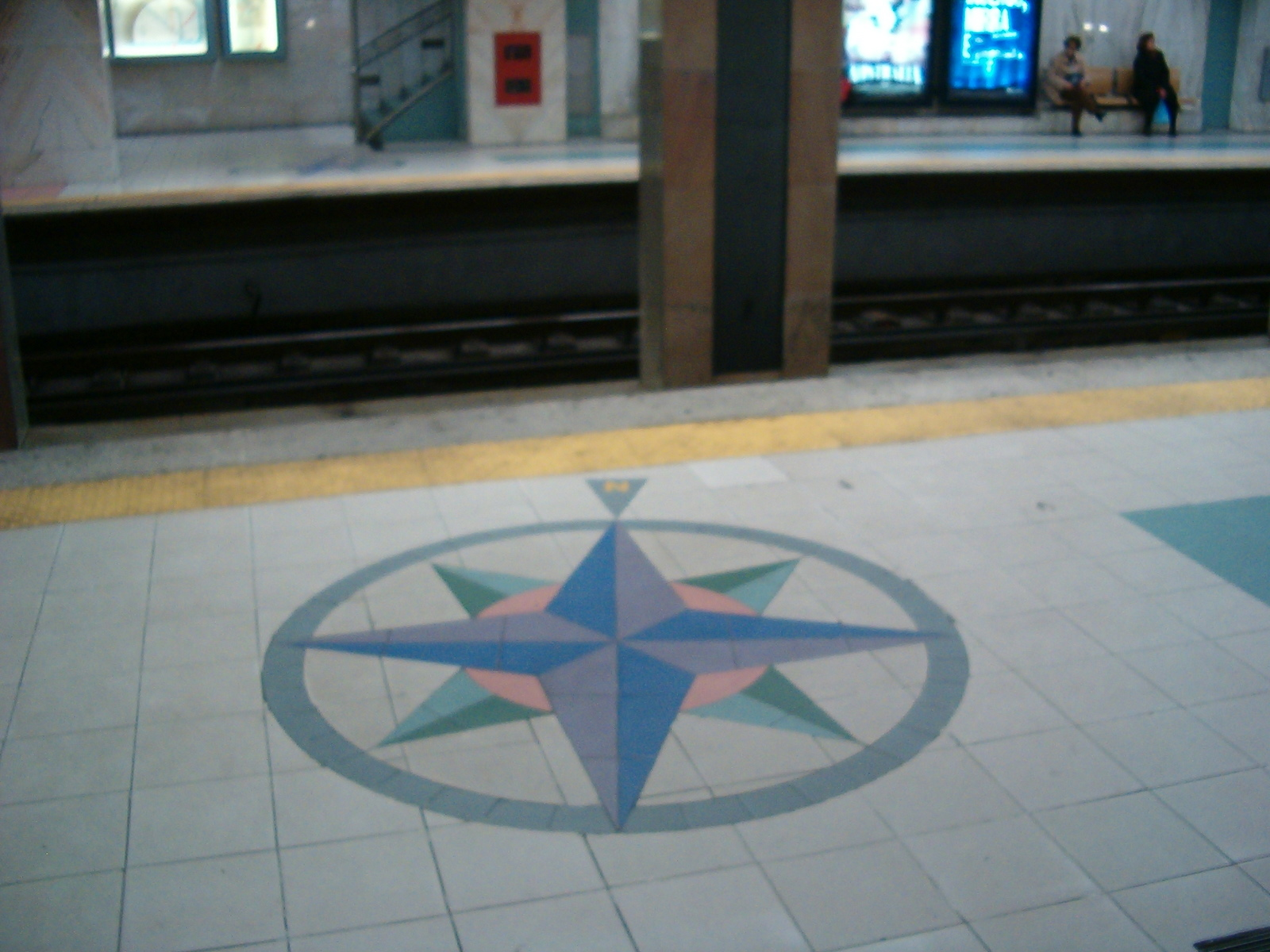
Декорація посадкових платформ